# بيت في القدس (فلم)
بيت في القدس (فيلم) هو فيلم دراما فلسطيني طويل، من إخراج مؤيد عليان، مدته 103 دقائق أنتج عام 2023 بإنتاج مشترك. عرض لأول مرة في مهرجان روتردام السينمائي الدولي، وشارك في مهرجانات دولية أخرى مثل مهرجان سياتل السينمائي الدولي، ومهرجان غالواي السينمائي الدولي، ومهرجان الفيلم الفلسطيني في بوسطن، ومهرجان موسترا فالنسيا للفيلم المتوسطي. نال الفيلم جائزة أفضل فيلم روائي طويل، وجائزة أفضل إخراج في حفل ختام مهرجان بوسفور الدولي للسينما الذي أقيم في إسطنبول، ورشح للفوز بـجائزة أفضل فيلم شبابي ضمن جوائز شاشة آسيا والمحيط الهادئ.

## أحداث الفيلم
تنتقل ريبيكا البريطانية اليهودية من لندن للقدس الغربية لتعيش مع والدها لتتعافى من صدمة وفاة والدتها بحادثة سير، فتنطلق في رحلة غامضة لاستكشاف خبايا المنزل القديم الذي تعيش فيه والذي تصادف فيه شبح فتاة فلسطينية في مثل عمرها انفصلت عن عائلتها عام 1948 بسبب النكبة والإحتلال الإسرائيلي. وتتعلق ربيبيكا بشبح"رشا" التي تظهر من بئر حديقة المنزل وتخبرها بأنها تنتظرعودة والدتها التي اختفت بسبب دخول الجيش الإسرائيلي لمنزلهم، ولك يكن هذا الشبح سوى ظلال لما حدث خلال النكبة. ويقيم الفيلم مقارنة ذكية بين معاناة الطفل الغربي الحديث ومعاناة الطفل الفلسطيني القديم بسبب النكبة، وكيف تكون معاناة الطفل الفلسطيني حديثا.